# 萨尔斯河畔瑞利
萨尔斯河畔瑞利（法語：Jully-sur-Sarce，法語發音：[ʒyli syʁ saʁs]）是法国奥布省的一个市镇，属于特鲁瓦区。

## 地理
萨尔斯河畔瑞利（48°6'33"N, 4°18'18"E）面积30.44 平方千米，位于法国大東部大區奥布省，该省份为法国中北部省份，北起马恩省，西接塞纳-马恩省，西南至约讷省，东南至科多尔省，东临上马恩省。
与萨尔斯河畔瑞利接壤的市镇（或旧市镇、城区）包括：塞纳河畔巴尔、布尔吉尼翁、沙普、富谢尔、朗塔日、吕米伊莱沃德、维勒莫里安、维利耶苏普拉兰、维雷苏巴尔、武格雷。

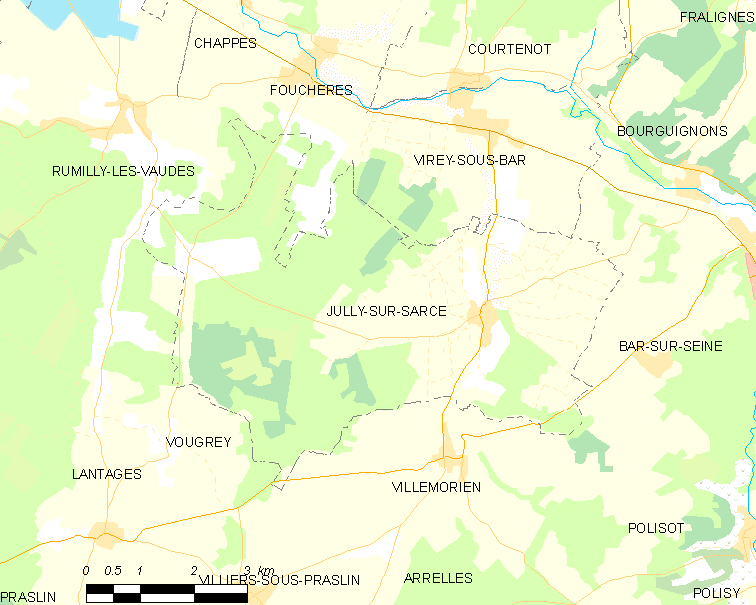
萨尔斯河畔瑞利的OSM定位图

萨尔斯河畔瑞利的时区为UTC+01:00、UTC+02:00（夏令时）。

## 行政
萨尔斯河畔瑞利的邮政编码为10260，INSEE市镇编码为10181。

## 政治
萨尔斯河畔瑞利所属的省级选区为塞纳河畔巴尔县。

## 人口

1962-2008年间萨尔斯河畔瑞利人口变化图示

萨尔斯河畔瑞利于2022年1月1日时的人口数量为221人。